# Clogmia
Clogmia is een geslacht van muggen uit de familie van de motmuggen (Psychodidae). De wetenschappelijke naam van het geslacht werd in 1937 voorgesteld door Günther Enderlein. Een deel van de soorten die voorheen in dit geslacht werden geplaatst, is verhuisd naar het geslacht Lepiseodina Enderlein, 1937.

## Soorten
Kosmopolitische soort:

- Clogmia albipunctata (Williston, 1893) – Wc-motmug

Verhuisd naar Lepiseodina zijn de volgende drie Europese soorten:
- C. latipennis (Sara, 1953)
- C. rothschildii (Eaton, 1912)
- C. tristis (Meigen, 1830)